# 趙英男
趙 英男（チョ・ヨンナム、朝鮮語: 조영남、1945年4月2日 - ）は大韓民国の歌手、タレント、画家、著作家である。本貫は白川趙氏。KBSのトーク番組「チョ・ヨンナムに会った人」は高視聴率の長寿番組であった。

## 経歴
黄海道平山郡生まれ、忠清南道礼山郡育ち。漢陽大学校中退。ソウル大学校音楽大学声楽科卒業。1974年に女優のユン・ヨジョンと結婚し息子2人をもうけるも、1987年に離婚。
2005年に『殴り殺される覚悟で書いた親日宣言』を著し、韓国のみならず日本でも出版され、話題となった。しかし、これをきっかけに彼について親日派との指摘が出るようになった。『殴り殺される～』には、彼が靖国神社を見学したことが書かれていたが、産経新聞が2005年4月24日付朝刊で「参拝を終えた」と報道した事により、その後、記者会見で「日本が植民支配時代に行った犯罪行為と人権侵害について、日本政府レベルの正式な謝罪とドイツレベルの賠償があるべき、とのことに同感する」との主張を表明した。もっとも、現在ではKBS2の番組「ナルトラバ」に出演し、イ・ビョンギュなどの大物芸能人から尊敬を集める姿が放映され、人気の復調をみせている。

### 絵画代作疑惑
2016年6月3日には他人が描いた絵を自分の作品と偽って販売したとして、韓国検察は趙に事情聴取を行うと発表した。趙は自らの所属事務所の社長兼マネージャーの人物などを通じ、絵の代行を依頼して出来た作品を自身の名義で販売した疑いが持たれている。趙は約30点を転売することによって総額1億ウォン（約916万円）以上を受け取っていた。

## 著書
趙英男 (著), 萩原 恵美 (翻訳) 『殴り殺される覚悟で書いた親日宣言』, ランダムハウス講談社, 2005/4/13 ISBN 4270000651.